# Max Barth (Politiker)
Max Albert Barth (* 5. Juli 1844 in Untergreißlau; † 5. Juni 1893) war ein deutscher Verwaltungsbeamter, Rittergutsbesitzer und Parlamentarier.

## Leben
Max Albert Barth studierte an der Universität Jena und der Friedrich-Wilhelms-Universität zu Berlin Rechtswissenschaft. 1863 wurde er Mitglied des Corps Franconia Jena. 1864 schloss er sich dem Corps Neoborussia Berlin an. Nach dem Studium trat er in den preußischen Staatsdienst ein. Von 1877 bis 1890 war er Landrat des Kreises Naumburg. Anschließend war er bis zu seinem Tod Generaldirektor der Provinzial-Feuersozietät der Provinz Sachsen mit Sitz in Merseburg. Er war Besitzer des Ritterguts Untergreislau. 
Barth war von 1882 bis 1893 Mitglied des Preußischen Abgeordnetenhauses. Von 1886 bis 1889 gehörte er der Gemeindekommission an. Von 1887 bis 1893 war er Schriftführer. Er war weiterhin Mitglied des Provinziallandtags der Provinz Sachsen.
Seine viel jüngeren Brüder waren ebenfalls Jenenser Franken: Richard Barth (1855–1885) war Regierungsassessor in Gumbinnen. Arthur Barth (1858–1927) war Chirurg in Danzig.